# Anacornia microps
Espèce
Anacornia microps est une espèce d'araignées aranéomorphes de la famille des Linyphiidae.

## Distribution
Cette espèce est endémique des États-Unis. Elle se rencontre en Utah et au Washington.

## Publication originale
- Chamberlin & Ivie, 1933 : Spiders of the Raft River Mountains of Utah. Bulletin of the University of Utah, Biological Series, vol. 23, no 4, p. 1-79.